# Club Tennis Taula Borges Blanques
El Club Tennis Taula Borges Blanques (CTT Borges) és el club de tennis de taula català de la població de les Borges Blanques. És un dels clubs esportius més destacats de Ponent, i el primer, de qualsevol esport, a guanyar, el 2011, una Lliga a la màxima categoria.
Fundat el 1990, acumula en la seua història quatre títols de la Copa del Rei (2013, 2017 , 2022 i 2023) i dos de Lliga (2011 i 2022), i ha estat el primer equip català de tennis taula masculí a participar en la Lliga de Campions, la màxima competició europea. L'any 2021, amb un pressupost anual de 170.000 euros, el club comptava amb 80 esportistes federats entre totes les categories i 13 equips en competició.
El club promociona allà on va l'oli d'oliva de les Garrigues i ha organitzat diverses trobades de Special Olympics, tutela cursos en una quinzena d'escoles, i entrena setmanalment a associacions de persones amb discapacitat.

## Història
El tennis de taula va arribar a les Borges Blanques per mitjà del frare caputxí Pere Ràfols, que el practicava amb els alumnes del Col·legi Mare de Déu de Montserrat, on es formaria un primer equip el 1968. Un d'aquells primers jugadors era Enric Vall, president del club des del 2007. El club va ser fundat el 26 d’octubre de 1990 per tres joves de la quinta del 1971 que van aprofitar la construcció del Pavelló Poliesportiu Francesc Macià per a convertir la seva passió en una activitat competitiva federada. L'any 1997, el CTT Borges va estar a punt de desaparèixer a causa d'un incendi patit al local d'entrenament.
Entre les temporades 1999-2000 i 2002-2003 va participar en la lliga de Segona Divisió estatal, comptant sempre amb un segon equip a la Lliga Catalana. En acabar la temporada 2002-2003 va aconseguir l'ascens a la Primera Divisió Estatal. El 2003 va arribar el primer jugador estranger, el rus Vladislav Koutsenko, que va ser el primer professional del club i cobrava 6.000 euros per fer de jugador i d'entrenador. Des de llavors, el primer equip no va parar de pujar, aconseguint un total de tres ascensos consecutius fins a arribar, la temporada 2005-2006, a la Superdivisió, la màxima categoria estatal.
La temporada 2005-2006, amb el primer equip a la Superdivisió, el club va fitxar dos jugadors estrangers i es va marcar dos objectius: aconseguir la permanència a la màxima categoria i pujar el segon equip a la Segona Divisió estatal. A més, amb la nova reestructuració de les competicions catalanes també es va poder ascendir un equip a la Superdivisió Catalana, categoria de nova creació per a la temporada 2006-2007. Amb el jugador amb nacionalitat xinesa i congolesa, Hu Bin (2005/17), que va ser designat tres cops millor jugador de la Superdivisió, al costat de Marc Duran i de l'ucraïnès Kou Lei, van ser campions de la Superdivisió el 2011. Des del 2014, el CTT Borges compta amb el Centre de Tecnificació de Tennis Taula, el qual disposa d'una pista de 758 metres quadrats amb 12 taules reglamentàries i una grada extensible on hi caben 108 persones.
Des del 2006, el CTT Borges porta de forma consecutiva competint internacionalment. La temporada 2021-2022, l'equip format pels catalans Marc Duran, Joan Masip i Alberto Lillo, el suec Viktor Brodd i l'entrenador José Luis Andrade, va classificar-se, l'any del seu debut, per a la segona fase de la Lliga de Campions, després d'haver quedat primers de grup en la primera fase. Finalment, el primer equip del club Asisa Borges Vall va ser doble campió, de la Superdivisió espanyola i de la Copa del Rei (sense perdre ni empatar cap partit i guanyant-los tots en ambdues competicions) aconseguint un doblet històric, a més d'arribar a les semifinals de la segona màxima competició europea.